# Kunstmuseum Walter
Das Kunstmuseum Walter ist ein privat geführtes Museum in Augsburg. Es befindet sich im Glaspalast und zeigt Moderne und Zeitgenössische Kunst. Eigentümer der Sammlung und gleichzeitig Namensgeber des im Jahre 2002 eröffneten Museums ist der 2023 verstorbene Bauunternehmer Ignaz Walter.

## Räumlichkeiten
Den architektonischen Rahmen der Sammlung bildet das von zahlreichen Säulen durchsetzte ehemalige Produktionsgebäude des Werks IV der Mechanischen Baumwollspinnerei und Weberei Augsburg (kurz SWA). Ignaz Walter kaufte 1999 das denkmalgeschützte Gebäude und ließ es anschließend aufwendig sanieren. Die Räume wurden durch niedrige Zwischenwände unterteilt, die die ursprüngliche Raumaufteilung nur wenig beeinträchtigen. Durch die großen verglasten Fensterflächen (daher der Name „Glaspalast“) fällt das Tageslicht ungehindert in den Ausstellungsbereich. Das Museum verteilt sich auf zwei Stockwerke im Gebäude. Auf rund 6.000 m² Gesamtfläche werden ausschließlich Original-Exponate gezeigt.
Der Eingang zum Museum im ersten Stockwerk führt durch einen schwarzen langen Tunnel, in welchem oben an der Decke der erste Hinweis „Beruhigen“ steht. Nach einigen Metern kommt der zweite Hinweis „Entspannen“. Schließlich nach weiteren Metern kommt der dritte Hinweis „Genießen“. Der Besucher geht im Anschluss daran auf eine weiße Wand mit einem „Polke-Bild“ zu. Auf diesem Stockwerk wird vorwiegend internationale Kunst und Kunst aus dem ehemaligen Westdeutschland gezeigt. Zusätzlich wird dort auch die zeitgenössische, moderne Kunst der heutigen Bundesrepublik präsentiert. Ein Geschoss höher wird unter anderem die ehemalige Ostkunst, also die Leipziger Schule, präsentiert. Nahezu alle namhaften Künstler aus dieser Kunstrichtung sind dort vertreten. Auch das sogenannte Kabinett ist hier, in völlig andersfarbiger Darstellung, eingerichtet. Hier sind außerordentliche Werke aus dem 19. bis Anfang des 20. Jahrhunderts vertreten. Auch einige regionale Künstler, allerdings mit nationaler und internationaler Qualität, werden in diesem Geschoss gezeigt.
Neben dem Kunstmuseum Walter befinden sich noch zwei weitere Kunstmuseen im Glaspalast. Dabei handelt es sich zum einen um das H2 – Zentrum für Gegenwartskunst. Dieses wird von der Stadt Augsburg getragen und präsentiert dort regelmäßig im Rahmen von Wechselausstellungen moderne Kunst. Des Weiteren ist eine Zweigstelle der Bayerischen Staatsgemälde-Sammlung, als ein Ableger der Münchener Pinakothek für Moderne Kunst, im Haus untergebracht.

## Sammlung
Die gesamte Sammlung wurde von Ignaz Walter seit Anfang der 1970er Jahre persönlich und alleine zusammengetragen; die Kunstwerke sind zudem sein persönliches Eigentum. Walter sammelt nicht zufällig, sondern gezielt vorwiegend moderne und zeitgenössische Kunst ab Mitte des 20. Jahrhunderts. Die im Kunstmuseum präsentierte Sammlung besteht aus etwa 1.000 Kunstwerken. Im Depot befindet sich noch einmal in etwa die gleiche Anzahl an Kunstwerken.
Die Sammlung der Kunstexponate ist in folgende Bereiche gegliedert:
Westdeutsche Kunst
Die wichtigsten gezeigten Künstler in diesem Bereich sind: Alt, Antes, Elvira Bach, Bachem, Baselitz, Behus, Hämmert, Hartung, Hofer, Immendorff, Horst Janssen, Kaminski, Leiberg, Lüpertz, Penck, Polke, Daniel Richter, Gerhard Richter, Cornelia Schleime, Szczesny, Tadeusz, Uecker, Paul Wunderlich, Zimmer,
Ostdeutsche Kunst (Leipziger Schule)
Die bekanntesten ostdeutschen Künstler sind: Bisky, Ebersbach, Heisig, Hachulla, Libuda, Liebmann, Link, Mattheuer, Metzkes, Neo Rauch, Sitte, Thiele, Triegel, Tübke,
Internationale Kunst
Gezeigt werden hier: Armando, Attersee, Brauer, Buffet, Carzou, Castelli, Centeno, Christo, Dokoupil, Fernandez, Flora Fong, Fuchs, Generalic, Rudolf Hausner, Hrdlicka, Makina Na Kamura, Kippenberger, Kirkeby, Lackovic, Martinez, Nitsch, Perino, Procksch, Rabuzin, Arnulf Rainer, Ranucci, Rodin, Salcovic, Sidorin, Strupler, Zaslonov,
Kabinett
Die im sogenannten Kabinett versammelten Kunstwerke zählen nicht zur „Zeitgenössischen Sammlung“ von Walter. Hier handelt es sich um Künstler des 19. bis Mitte 20. Jahrhundert. Folgende Künstler werden dort gezeigt: Ackermann, Antes, Bauknecht, Feininger, Hartung, Heckel, Hofer, Hölzel, Kippenberger, Ernst-Ludwig Kirchner, Liebermann, Liner, Macke, Münter, Nay, Pechstein, Purmann, Rodin, Rohlfs, Schmidt-Rottluff, Schumacher, Uecker, Vasarely, Websky, Franz Winter, Zeller.
Sammlung Osterwald
Die Sammlung Gisela Franz-Osterwald (19. Dezember 1916 – 23. März 2012) bildet einen eigenen Bereich im Museum. Walter hat es sich zur Aufgabe gemacht, die derzeit feststellbaren Kunstwerke von Gisela Franz-Osterwald zu katalogisieren und zu beschreiben. Bisher wurden 103 Original-Exemplare zusammengetragen.
Die Künstlerin begann zunächst autodidaktisch mit dem Malen, qualifizierte sich dann schnell für die Weiterbildung an Hochschulen. Gollwitzer an der staatlichen Kunstakademie in Stuttgart war ihr großer Lehrer. Bei Salvador Dalí war sie Meisterschülerin. Ein Leben lang arbeitete Gisela Franz-Osterwald als selbstständige Künstlerin. Ihr Kunsthorizont wurde beeinflusst von Gollwitzer, Salvador Dali, Oskar Kokoschka, Arnulf Rainer, Gabriele Münter. In ihrer künstlerischen Tätigkeit beherrschte sie fast alle Techniken der Malkunst. Ihre schöpferische Leistung in Sachen Kunst bewegte sich „zwischen Traum und Wirklichkeit“. Ihre Porträts, ebenso ihre Landschaften, sind immer beherrscht vom Geist der Realität, gemischt mit viel Phantasie. Ihre Materialien waren Leinwand, Öl, Tempera, Acrylfarben, Wachskreiden, Federzeichnung und Aquarell.
Glassammlung Egidio Costantini
Die Glassammlung Egidio Costantini (1912–2006) ist weltweit einmalig. Nur in Japan gibt es ein etwas kleineres Museum mit einer Sammlung seiner Werke. 118 Original-Exponate werden im Kunstmuseum Walter der Öffentlichkeit präsentiert. Das berühmteste Costantini-Werk „altare maggiore“ steht im benachbarten Atrium-Palast. Dort werden auch 70 weitere Unikate präsentiert.
Egidio Costantini gilt als der größte Glaskünstler in der Glas-Kunstgeschichte. 1950 gründete er mit einer Gruppe venezianischer Künstler die Glaskünstlervereinigung „Centro Studi Pittori nell’Arte del Vetro“. 1953 nahm er seine eigene Glaskunstwerkstätte, die „Fucina degli Angeli“, in Betrieb und arbeitete in den folgenden Jahren ums tägliche Brot.
Ab 1961 avancierte Costantini mit Hilfe von Peggy Guggenheim zum in der Glaskunst weltweit führenden Glas-Künstler.
Große Ausstellungen in Venedig, Mailand, Rom und New York brachten ihm hohe Wertschätzung und viel Ruhm.
Costantini arbeitete alsdann mit vielen großen Malern seiner Zeit, z. B. mit Pablo Picasso, Max Ernst, Marc Chagall, Oskar Kokoschka, George Braque, Jean Arp, Lucio Fontana, Paul Jenkins, Mark Tobey und vielen anderen weltbekannten Künstlern zusammen.

## Umbau 2013
Das im Mai 2002 eröffnete Museum wurde Ende 2013 umgebaut sowie völlig neu gestaltet und die Ausstellungsfläche des 2. Obergeschosses in diesem Zuge halbiert. Neu ist das sogenannte Kabinett, das zur Unterbringung der „Modernen Kunst“ dient. Diese Ausstellungsstücke stammen aus dem 19. und frühen 20. Jahrhundert. Es handelt sich dabei um besondere Exponate dieser Kunstrichtung, die nicht Bestandteil des ursprünglichen Sammlerkonzepts von Walter sind. Neben dem Kabinett wurde eine neue Dunkelkammer für beleuchtete Kunstwerke des Glaskünstlers Egidio Costantini geschaffen. Ein Teil der 117 Original-Exemplare dieses Künstlers wurde mittlerweile in den gegenüberliegenden Atrium-Palast versetzt, weil dort die ausreichend Fläche und gleichzeitig das passende Ambiente zur Verfügung stehen.
Neben der Raumaufteilung wurde auch die Hängung der Exponate überarbeitet. Anders als bei großen Museen (wie etwa dem Guggenheim-Museum in New York City) entschied man sich dabei für eine übersichtliche Hängung, die sowohl künstlerbezogen als auch nach Schaffensperioden geordnet ist. Hierdurch wird dem Betrachter nicht nur das individuelle Kunstwerk nähergebracht, sondern auch der Künstler selbst und sein weiteres Kunstschaffen.
Die neue Ausstellung zeigt den in Deutschland bisher einmaligen Spannungsbezug zwischen ehemaliger deutscher Ostkunst, also der DDR und der Leipziger Schule einerseits, und der deutschen Westkunst, also der BRD andererseits. Aus beiden Richtungen werden nahezu alle wichtigen Künstler und deren Kunstwerke präsentiert.
Viele Kunstwerke erwarb Walter persönlich in den letzten 10 Jahren. Auch die Neuerwerbungen für den Umbau erfolgten im Rahmen seiner Gesamtkonzeption. Alle neu erworbenen Kunstwerke ergänzen die vorhandenen und runden die Sammlung weiterhin zu einem Gesamtkunstangebot internationaler Prägung ab. Zusätzlich zu den oben beschriebenen Maßnahmen wurde eine Vielzahl bisher gezeigter Kunstwerke herausgenommen und vorübergehend im Depot eingelagert.
Auch die Werke des international vielbeachteten Künstlers Anselm Kiefer werden in einem übersichtlichen Zusammenhang dargestellt. Das Kunstmuseum Walter verfügt über die größte private Kiefer-Sammlung in Deutschland. Insgesamt werden derzeit 13 Werke von Kiefer gezeigt. Darunter sind auch die beiden großen Skulpturen aus der Serie „Frauen der Antike“. Weiter werden gezeigt: „Pittsburgh“ – „Johannisnacht“ – „Eva“ – „Frauen der Antike“ – „Der verlorene Buchstabe“ – „Die Buchstaben“ – „Hermannsschlacht“ – „Jakobs Kampf“ – „Leonardo Pisano I“ – „Leonardo Pisano II“ – „Karfunkelfee“.

## Galerie Noah

Logo der Galerie Noah

Die Galerie Noah ist eine Galerie für Gegenwartskunst im Glaspalast, die 2002 als Bestandteil des sogenannten „Zentrums für moderne Kunst“ im Glaspalast eingerichtet wurde. Die Galerie befindet sich auf demselben Stockwerk wie das Kunstmuseum Walter. Bis 2007 war Nicole Walter-Höret (* 1971) eine der Geschäftsführer der Galerie Noah GmbH. Walter-Höret ist Tochter von Ignaz Walter, der 2000 als stiller Gesellschafter in die GmbH eintrat. Thomas Höret, Schwiegersohn von Ignaz Walter und Vorstand der Walter Beteiligungen und Immobilien AG, ist weiterhin Vorstand der Galerie Noah GmbH.
Die Galerie dient regelmäßig als Ausstellungsort für Einzelausstellungen des Lebenswerks oder bestimmter Schaffensperioden von Künstlern. Daneben werden die Räume auch als Erweiterungsfläche für das Kunstmuseum Walter genutzt, wenn dessen Räumlichkeiten für eine Ausstellung nicht ausreichen. In der Galerie Noah waren unter anderem Werke folgender Künstler zu sehen:
- 2024: Karl Horst Hödicke
- 2022: Hermann Nitsch
- 2018: Marina Schulze[4]
- 2011: Markus Lüpertz[5]
- 2010: Herbert Brandl[6], Rosa Loy, Heiner Meyer, Norbert Tadeusz, Felix Weinold[7]
- 2009: Peter Casagrande, Roger Fritz
- 2008: Johann Büsen, Michael Gerngroß, Karl Horst Hödicke, Per Kirkeby, Helge Leiberg, Carmen Miller, Stefan Szczesny
- 2007: Elvira Bach, Georg Baselitz,[8] Motoko Dobashi, Daniel Man, Matthias Männer, Markus Oehlen
- 2006: Bernhard Heisig, Bernd Zimmer
- 2005: Günther Förg, Oliver Jordan, Norbert Tadeusz
- 2004: Hermann Nitsch, Jörg Immendorff

Die Galerie Noah war mehrfach als Aussteller an Kunstmessen beteiligt, so 2007 auf der Art Moscow und 2008 an der Art Cologne.